# شیمی فضایی

تصویر متحرک(انیمیشنی) از مولکول ملانوتان(I).

یک انیمیشن سه بعدی از مولکول آدامنتان.

بیشترین کاربرد شیمی فضایی در مولکول‌های آلی است. (درپرونده: شکل فضایی مولکول اکستازی)

شیمی فضایی (به انگلیسی: Stereochemistry) شاخه‌ای از دانش پایه‌ی شیمی است که به بررسی و مطالعه آرایش فضایی اتم‌ها برای تشکیل مولکول می‌پردازد.
دو موضوع اساسی در شیمی فضایی، کایرالیته و تقارن مولکولی هستند. شیمی فضایی با عنوان شیمی سه‌بعدی (به انگلیسی: 3D Chemistry) نیز شناخته می‌شود. این شاخه از دانش، بر ایزومریِ فضایی و ارتباط آن‌ها با طیف‌های ورودی در شیمی آلی، شیمی معدنی، زیست‌شیمی و به‌ویژه شیمی فراذره‌ای تمرکز دارد.

## تاریخچه شیمی فضایی

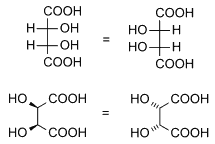
شیمی فضایی

در سال ۱۸۴۸ لوئی‌پاستور، شیمی‌دان دانش سرای عالی پاریس، آزمایش‌هایی را انجام داد که چند سال بعد او را واداشت تا پیشنهادهایی در زمینه اساس شیمی فضایی ارائه دهد. پاستور در آن هنگام مرد جوانی بود که با درجه دکتری در علوم از کالج سلطنتی بزانکن (جایی که موفق به اخذ دیپلم علوم با درجه متوسط در شیمی شده بود) به دانش سرای عالی آمد. برای به‌دست آوردن تجربه در زمینه بلورشناسی، وی کار قبلییک شیمی‌دان دیگر را بر روی نمک-های تارتاریک اسید تکرار نموده و چیزی را مشاهده کرد که قبلاً به آن توجهی نشده بود.
سدیم‌آمونیم‌تارتارات غیرفعال نوری به‌صورت مخلوطی از دو نوع بلور متفاوت وجود دارد که تصویر آینه‌ای هم هستند. وی با استفاده از یک عدسی و یک پنس، با دقت و کوشش فراوان مخلوط را به دو توده ی کوچک مجزا کرد (یکی بلورهای راست‌دست و دیگری چپ‌دست)،
به‌همان صورتی که دستکش‌های دست راست و چپ را که در پیشخوان مغازه‌ای بر روی هم انباشته شده‌اند، از هم جدا می‌نمائیم (شکل ۳–۱). اگرچه مخلوط اصلی از نظر نوری غیرفعال بود ولی هر قسمت از بلورها که در آب حل می‌شدند از خود فعالیت نوری نشان می‌دادند!
به‌علاوه چرخش ویژه هر دو محلول دقیقاً با هم برابر اما با علامت مخالف بود، یعنی یکی از محلول‌ها نور پلاریزه مسطح را به راست و محلول دیگر به‌همان مقدار به چپ می‌چرخاند. این دو ترکیب در سایر خصوصیت‌ها کاملاً مشابه هم بودند. از آنجا که اختلاف در چرخش نوری در محلول مشاهده شد، پاستور نتیجه گرفت که این اختلاف به ساختار مولکول‌ها مربوط بوده و به بلور بستگی ندارد. وی پیشنهاد نمود که مولکول‌هایی که آن بلورها را تشکیل         می‌دهندمانند خود بلورها تصویر آینه‌ای یکدیگر هستند. او وجود ایزومرهایی را پیشنهاد کرد که ساختار آن‌ها فقط از نظر تصویر آینه‌ای و خواص آن‌ها فقط از نظر جهت چرخاندن نور پلاریزه متفاوت بود. ساختارهایی وجود دارند که تصویر آینه‌ای آن‌ها روی خودشان منطبق نیست، همان‌طورکه دست چپ و راست برهم منطبق نمی‌شوند. برخی اجسام، ترکیب‌ها و ساختارها وجود دارند که تصویر آینه‌ای یکدیگر بوده ولی قابل انطباق نیستند؛ بنابراین هر کدام خصوصیت‌های متفاوتی دارند و در مورد ترکیب‌های آلی، ممکن است به شکل‌های مختلف وارد واکنش شوند. چنین ترکیب‌هایی را اصطلاحاً دست‌واره نیز می‌نامند. بسیاری از ترکیب‌های طبیعی آلی مانند کربوهیدرات‌ها، ¬نوکلئیک‌اسیدها، ¬آمینه-اسیدها و… دست‌وار هستند.

## مولکول‌های کایرال و اِنانتیومرها
وقتی در مولکولی چهار گروه مختلف به یک اتم کربن متصل باشند، آن کربن، کایرال (مرکز فضایی یا مرکز کایرال) نامیده می‌شود. به کربن موجود در این نوع مولکول‌ها مرکز کایرال یا کربن نامتقارن نیز می‌گویند. مرکز کایرال را در متون علمی به‌طور قراردادی با ستاره (*) نشان می‌دهند. رابطهٔ بین انانتیومرها همانند رابطهٔ دست چپ و راست است و در صورتی که چهار گروه مختلف به کربن چهار وجهی متصل باشند، به وجود می‌آید. مولکول-هایی که حداقل یک مرکز کایرال داشته باشند، بر تصویر آینه‌ای خود قابل انطباق نیستند و به-صورت یک جفت انانتیومر وجود دارند. خصوصیت‌های فیزیکی همچون نقطهٔ ذوب، نقطه ی جوش، انحلال پذیری و چگالی یک جفت انانتیومر کاملاً شبیه هم است و به وسیلهٔ این روش‌ها نمی‌توان دو ترکیب انانتیومر را از هم جدا کرد.
تقارن در مولکول به تشخیص مولکول کایرال از غیرکایرال (ناکایرال) کمک می‌کند. مولکول فوق صفحه تقارن دارد. صفحه تقارن صفحه‌ای فرضیاست که از وسط جسم یا مولکول می-گذرد (مانند یک آینه آن را از وسط نصف می‌کند) و نیمی از جسم یا مولکول را به‌صورت تصویر آینه‌ای نیمه دیگر درمی‌آورد.
در واقع صفحه تقارن یکی از عناصر تقارنی است که اگر مولکولی دارای صفحه تفارن باشد، غیرکایرال خواهد بود، همانند مولکول متان. تعداد زیادی از مولکول‌ها رامی‌توان با تشخیص صفحه تقارن به مولکول‌های کایرال و غیرکایرال دسته‌بندی کرد. به‌طور مثال، یک دست فاقد تقارن است. نصف یک دست، تصویر آیینه‌ای «نیم» دیگر نیست. البته مولکول‌هایی نیز وجود دارند که صفحه تقارن و مرکز کایرال ندارند ولی کایرال هستند که در اینجا مورد بحث قرار نمی‌گیرند.

## فعالیت نوری
نور خواصی دارد که با در نظر گرفتن آن به‌عنوان یک پدیده ی موجی به‌خوبی درک می‌شود. تعداد سطح‌هایی که از خط مسیر نور می‌گذرند بی‌شمارند و نور معمولی در همه این سطوح در حال ارتعاش است (در واقع نور معمولی دارای امواج الکترومغناطیسی است که در تمام صفحات عمود بر مسیر تابش، ارتعاش می‌کند). اگر مستقیماً به باریکه‌ای از نور یک لامپ بنگریم، نوع ارتعاش‌هایی که روی می‌دهند و همگی عمود بر خط بین چشمان ما و منبع نور (لامپ) هستند را نشان می‌دهد (شکل۳–۵). هنگامی‌که نور از داخل منشور نیکول، (نوعی بلور CaCO3) که یک پلاریزه‌کننده می‌باشد، عبور داده شود، فقط برخی از امواج در یک صفحه معین (امواجی که در جهت عمود بر یک صفحه خاص نوسان کنند) عبور می‌کنند. این نور موسوم به نور پلاریزه مسطح (نورقطبیده) می‌باشد. مولکول‌هایی که نور پلاریزه مسطح را می‌چرخانند، فعال نوری نامیده می‌شوند. انانتیومری که سطح نور را در جهت حرکت عقربه ساعت (با قرار گرفتن بیننده در مقابل منبع) بچرخاند به ایزومر راست-گرد (Dexter در لاتین، راست) معروف است و آن را باعلامت (+) نشان می‌دهند و انانتیومر دیگر که سطح نور را درخلاف جهت حرکت عقربه‌های ساعت بچرخاند به ایزومر چپ‌گرد (Laevus در لاتین، چپ) معروف است وآن‌را باعلامت (-) نشان می‌دهند. این اثر متقابل با نور را فعالیت نوری گویند و انانتیومرها را ایزومرهای نوری می‌نامند. ما نه‌تنها می‌توانیم چرخیدن سطح و جهت آن را تشخیص دهیم، بلکه مقدار این چرخش را هم می‌توانیم تعیین کنیم. این میزان چرخش نور توسط دستگاهی به نام پلاریمتر اندازه‌گیری می‌شود. در واقع دستگاهی که برای تعیین فعالیت نوری ترکیب‌های کایرال مورد استفاده قرار می‌گیرد، دستگاه پلاریمتر است که قسمت‌های آن شامل منبع نور، منشور پلاریزه‌کننده، لوله نمونه و آنالیزور می‌باشد. جسم را می‌توان به‌صورت مایع خالص یا محلول در حلال معینی در لوله نمونه قرار داد، سپس نور که اغلب نور تکفام لامپ سدیم است (بعد از پلاریزه‌شدن توسط منشور نیکول) از ظرف عبور داده می‌شود. میزان چرخش‌نوری مشاهده شده به‌وسیلهα و برحسب درصد(%) بیان می‌گردد. مقدار چرخش نوری به غلظت، ساختار مولکول فعال نوری، طول ظرف نمونه، حلال، دما و طول‌موج نور قطبیه بستگی دارد. برای رفع ابهام، طبق قرارداد برای هر ترکیب مقدار استاندارد α، یعنی چرخش‌ویژه]α[ تعریف می‌گردد. چرخش‌ویژه (که به حلال بستگی دارد) عبارت است از مقدار چرخشی که توسط یک ترکیبی با غلظت g/mL 1 در لوله‌ای به طول dm 1 و طول موج ۵۸۹٫۶ نانومتر انجام می‌شود. چرخش‌ویژه همانند نقطه‌ذوب، نقطه‌جوش، چگالی، ضریب‌شکست و غیره یکی از خواص فیزیکی ترکیب‌های فعال نوری می‌باشد. انانتیومرهاییک ترکیب، خواص فیزیکی و شیمیایی بسیار شبیه هم دارند ولی تأثیر آن‌ها بر نور قطبیده مسطح متفاوت است. از این‌رو می‌توان دو انانتیومر یک ترکیب را با استفاده از این چرخش (جهت و میزان آن) از یکدیگر تشخیص داد.

## ترکیب‌های مزو
ترکیبی که دو یا حتی بیشتر از دو مرکز فضایی قابل انطباق با تصویر آینه‌ای خود داشته باشد، ترکیب مزو نامیده می‌شود. یکی از ویژگی‌های مهم ترکیب مزو این است که یک صفحه آینه‌ای دارد که مولکول را به دو نیم می‌کند، به‌طوری‌که یک نیمه تصویر آینه‌ای نیمه دیگر است. یک ترکیب مزو با وجود داشتن مراکز کایرال، بر روی نور قطبیده مسطح بی-اثر است چرا که فعالیت نورییک مرکز توسط فعالیت نوری مرکز مشابه خنثی می‌شود، ولی چون دارای مراکز کایرال است ایزومر نوری نامیده می‌شود. ساختار مزو در مورد ترکیب‌های حلقوی نیز صادق است.